# Семёнов, Евгений Иванович
Евгений Иванович Семёнов (1 февраля 1927, Москва — 6 марта 2017, Москва) — российский минералог, лауреат Государственной премии СССР и премии имени А. Е. Ферсмана РАН, более тридцати лет занимал должность заведующего отделом минералогии ИМГРЭ. В его честь был назван редкий минерал семеновит, содержащий бериллий и церий.

## Биография
Первое место работы Евгения Семёнова — трест «Забсибредметразведка», занимавшийся разведкой месторождений редких металлов на Алтае. Пятнадцатилетним подростком в 1942 году Семёнов устроился на должность рабочего в геологическую партию треста. В 1945 году вернулся в Москву, стал студентом геолого-разведочного института.
В 1950 г. окончил МГРИ (с отличием), поступил в аспирантуру ИГЕМ АН СССР и начал работать в Кольской экспедиции ЛАМГРЭ-ИМГРЭ.
Практически вся научная деятельность Е. И. Семёнова так или иначе связана с изучением щелочных пород. Летом 1948 года он, будучи ещё студентом МГРИ, впервые принял участие в масштабной экспедиции К. А. Власова, которая годом ранее развернула систематическое исследование пегматитов в районе Ловозерского массива на Кольском полуострове. В первый же свой полевой сезон Евгений Семёнов открыл интереснейшее пегматитовое поле на южном берегу Сейдозера и начал детальное исследование юго-западной части массива, через четыре года подготовил отчет «Пегматиты района Сейдозера» (1952), а ещё через год — кандидатскую диссертацию. Кроме того, Ловозеру посвящено подавляющее большинство публикаций Семёнова периода 1950-х годов.
В 1953 г. защитил кандидатскую диссертацию по теме «Минералогия гипергенных и эпитермальных процессов в щелочных массивах Кольского полуострова». Тема докторской диссертации (1963) — «Минералогия, генетические типы минерализации и основные черты геохимии редкоземельных элементов».
В 1956—1965 младший, затем старший научный сотрудник, в 1965—1996 зав. отделом минералогии ИМГРЭ.
Работал на месторождениях редких элементов Кольского полуострова, Сибири, Дальнего Востока, Средней Азии, и за границей (Китай, Гренландия, Индия, Бразилия, Канада, Франция).
Открыл около 60 новых минералов и минеральных разновидностей, в основном, по своей основной специализации — из числа щелочных пород. Е. И. Семёнов является ведущим автором первых описаний почти двух десятков минеральных видов. Специалисты по минералогии щелочных массивов знают эти минерал, среди которых, прежде всего, лабунцовит — родоначальник большой группы титано- и ниобосиликатов; хуанхэит-(Ce) — важный промышленный компонент комплексных руд крупнейшего в мире редкоземельного месторождения Баян-Обо в Китае; куплетскит — марганцевый аналог астрофиллита, соренсенит — силикат олова и бериллия, обладающий уникальными свойствами. Эти и многие другие новые минералы открыты Е. И. Семёновым в период 1950–1960-х годов.:31
Лауреат Государственной премии СССР и премии имени А. Е. Ферсмана.
С 1996 по 2012 г. работал в Минералогическом музее РАН им А. Е. Ферсмана.

## Автор и соавтор книг
- Минералогия редких земель. Изд. АН СССР, 1963, с.412.
- Геохимия, минералогия и генетические типы месторождений редких элементов. Наука, 1964, тома 1,2,3 (соавтор, соредактор).
- Минералогия щелочного массива Илимаусак (Гренландия). Наука, 1969, с.165.
- Гидротермальные месторождения фторкарбонатов редких земель. Наука, 1971, с.135 (соавтор).
- Минералогия Ловозерского щелочного массива. Наука, 1972, с.307.
- Минералогия щелочных массивов и их месторождений. Наука, 1974, с.248 (соавтор, редактор).
- The alkaline rocks. Wiley Publication, London, 1974 (соавтор).
- Типохимизм минералов щелочных массивов. Недра, 1974, с.119.
- Заангарский щелочный массив. Наука, 1976, с.80 (соавтор).
- Минералогия щелочного массива Лос (Гвинея). ВИНИТИ, 1976, с.50 (соавтор).
- Минералогические таблицы. Недра, 1981, с.397 (соавтор, редактор).
- Геологический справочник по тяжелым редким металлам. Недра, 1987, с.139 (соавтор, соредактор).
- Систематика минералов. Недра, 1991, с.334.
- Semenov E. Minerals and ores of Khibina-Lovozero alkaline massif. Просветитель, 1997,с.70.
- Минералогический словарь . Недра, 1998, с.163 (соавтор).
- Оруденение и минерализация редких земель, тория и урана. Геос, 2001, с.307.
- Geology of Greenland. № 190, 2001 (соавтор).
- Минералогический справочник. Геос, 2003, с.214.
- Оруденение и минерализация щелочных пород. Геос, 2007, с.193.
- Лапландская щелочная формация (Кольский п-ов, Карелия, Финляндия). Геос, 2009, с.54.
- Минералы и генетические типы их месторождений. Геокарт-ГЕОС, 2013, с.180